# Бустер
Бу́стер (англ. booster, від to boost — «піднімати, підштовхувати»; нім. Buster m) — допоміжний пристрій, що тимчасово збільшує силу або швидкість дії основого механізму (агрегату).
У ракетній техніці бустером служить наприклад, стартовий прискорювач.
У гідроакумуляторах поршневого типу, циліндр заповннюється стисливим робочим агентом, здебільшого нейтральним газом.
На паровозах бустер — допоміжна парова машина для тимчасового підвищення сили тяги (при рушанні з місця і на підйомах).
У настільних іграх — набір карт для колекційної карткової гри.